# イル・バレット・ディ・ブロンゾ
イル・バレット・ディ・ブロンゾ（伊: Il Balletto di Bronzo）は、ナポリ出身のイタリアン・プログレッシブ・ロック・バンドである。
当初は「バッティトーリ・セルヴァッジ (I Battitori Selvaggi)」というバンドとして結成され、イタリアのNATO軍基地で演奏した。
初期のメンバーとして、ギタリストのラファエレ・カスコーネとドラムのフレディ・キャノンが参加していた。キャノンは後にEMI、Carrere Records、PWLで重役を務めて成功を収め、1994年にはBMIに上級役員として加わった。
1969年にバンド名を現在のイル・バレット・ディ・ブロンゾへと変更し、2枚のシングル、“Neve Calda / Comincio 'Per Gioco”（1969年）、“Si, Mama Mama / Meditazione”（1970年）をリリースした。
その後、1973年に解散するまでに、アルバム『シリウス2222』、『YS (イプシロン・エッセ)』を発表した。

## 略歴
アルバム『シリウス2222』（1970年）は、RCAイタリアーナで最初にリリースされたサイケデリック・アルバムである。この時のバンドのラインナップは、マルコ・チェチオーニ（ボーカル、ギター）、リノ・アイェーロ（ギター）、ミシェル・クパイオーロ（ベース）、ジャンキ・スティンガ（ドラム）であった。アルバム収録曲「Ti risveglierai con me」は、1970年8月公開の映画『ファイブ・バンボーレ (Five Dolls for an August Moon)』のエンド・クレジットに使われている。
1971年に、チェチオーニとクパイオーロの両名がバンドを脱退し、チッタ・フロンターレからジャンニ・レオーネ（ボーカル、キーボード）と、かつてローマのクエル・ストレーン・コーズ・チェ (Quelle Strane Cose Che)に在籍したヴィト・マンザリ（ベース）が代わって加入した。このラインナップは、1971年にイタリアのシンフォニック・ロックにおいて最も高く評価されている一例であるアルバム『YS (イプシロン・エッセ)』をポリドールからリリースした。『YS (イプシロン・エッセ)』はレオーネによって書かれた、「Introduzione」「Primo Incontro」「Secondo Incontro」「Terzo Incontro ed Epilogo」という4つのパートに分かれたコンセプト・アルバムである。
バンドは、「La tua casa comoda / Donna Vittoria」を含む、数多くのシングルをリリースした。長年にわたって、未発表の英語やスペイン語のシングルを含む数枚に希少性が出てきた。これらの一部は、1990年リリースのコンピレーション・アルバム『Il Re Del Castello』に収録された。
1970年代初頭に解散したにもかかわらず、イル・バレット・ディ・ブロンゾは、主に2枚目のアルバムが強い影響を与え続けた。ナース・ウィズ・ウーンドをはじめとするいくつかのバンドが影響を与えられたとしている。バンドはナース・ウィズ・ウーンド・リストにも挙げられている。アルバム『YS (イプシロン・エッセ)』は、イタリア、韓国、日本で何度も再発されている。
1990年代後半、ジャンニ・レオーネはトリオとしてバンドを改編し、ライブ・アルバム『TRYS』をレコーディングした。バンドのこの新たなラインナップは、唯一の固定メンバーであるレオーネを中心にツアーして回るようになった。
2013年にリノ・アイェーロとマルコ・チェチオーニがバンドを再編したが、彼ら主導のアルバム『Cuma 2016 D.C.』のレコーディングには参加したものの、「バレット・ディ・ブロンゾ」という名前は引き続きジャンニ・レオーネのトリオの方に属している。40年ぶりに「バレット・ディ・ブロンゾ」の3人の歴史的要素が、再びこのレコーディング・プロジェクト『Cuma 2016 D.C.』にて再結集した格好である。

## メンバー

### 1970年代と1990年代以降の継承ラインナップ
- ジャンニ・レオーネ (Gianni Leone) - キーボード、ボーカル (1971年-1973年、1995年- )
- イヴァーノ・サルバトーリ (Ivano Salvatori) - ベース (2010年- )
- リッカルド・スピッリ (Riccardo Spilli) - ドラム (1997年-2004年、2017年- )

### 旧メンバー
- リノ・アイェーロ (Lino Ajello) - ギター (1969年-1973年) ※『シリウス2222』『YS』
- ジャンキ・スティンガ (Giancarlo Stinga) - ドラム (1969年-1973年) ※『シリウス2222』『YS』
- ミシェル・クパイオーロ (Michele Cupaiuolo) - ベース (1969年-1971年) ※『シリウス2222』
- マルコ・チェチオーニ (Marco Cecioni) - ボーカル (1969年-1970年) ※『シリウス2222』
- ヴィト・マンザリ (Vito Manzari) - ベース (1971年-1973年) ※『YS』
- Ugo Vantini - ドラム (1995年-1997年) ※『TRYS』
- Romolo Amici - ベース (1995年-1999年) ※『TRYS』
- アレッサンドロ・コルシ (Alessandro Corsi) - ベース (1999年-2003年)
- Alberto Bronner - ベース (2003年-2006年)
- Dario Esposito - ドラム (2004年-2006年; 2014年-2017年)
- Adolfo Ramundo - ドラム (2006年-2013年) ※『Live In Rome』
- Marco Capozi - ベース (2006年-2010年) ※『Live In Rome』

### 2013年以降の別バンドによるラインナップ
- リノ・アイェーロ (Lino Ajello) - ギター (2013年- )
- マルコ・チェチオーニ (Marco Cecioni) - ボーカル、ギター (2013年- )
- Alfonso Mocerino - ドラム (2013年-2015年、2016年- )
- Mars Seajail - ベース、ボーカル (2016年- )

### 旧メンバー
- Alessandro Stellano - ベース、ボーカル (2013年-2016年)
- Francesco Del Prete - ドラム (2013年-2016年)
- Alessandro Crescenzo - キーボード (2013年-2015年)
- ジャンニ・レオーネ (Gianni Leone) - キーボード、ボーカル (2013年-2016年) ※特別ゲスト
- Adriana Salomone - コーラス (2015年) ※ゲスト
- Tony Guido - キーボード (2015年) ※ゲスト
- Stefano Formato - ギター (2015年) ※ゲスト
- Maura De Santis - ドラム (2016年) ※ゲスト

## ディスコグラフィ

### スタジオ・アルバム
- 『シリウス2222』 - Sirio 2222 (1970年、RCA Italiana)
- 『YS (イプシロン・エッセ)』 - Ys (1972年、Polydor)
- Cuma 2016 D.C. (2016年、Suoni Del Sud / No Music No Life) ※Il Balletto di Bronzo di Lino Ajello e Marco Cecioni (special guest Gianni Leone)名義

### ライブ・アルバム
- 『TRYS』 - Trys (1999年、Mellow Music)
- Live in Rome (2008年、Black Widow) ※DVD

### コンピレーション・アルバム
- Il re del castello (1990年、RCA Raro!)[4] ※初期シングル集
- 『ロード・トゥ・YS - 『YS』誕生前夜』 - On The Road To Ys... and beyond (2012年、AMS/Vinyl Magic) ※『YS』のデモ音源2曲に、2003年、2006年、2007年のライブ音源を収録

### シングル
- "Neve calda"/"Cominciò per gioco" (1969年、AEC/RCA)
- "Sì, mama mama"/"Meditazione" (1970年、RCA Italiana)
- "La tua casa comoda"/"Donna Vittoria" (1973年、Polydor)

## 来日公演
- 2002年

9月14日 吉祥寺スターパインズカフェ、15日 桜ノ宮パタパタ デ ラ サルサ
- 2018年

9月14日、15日 新宿ピットイン